# 趙磊 (藝人)
趙磊（英語：Ray Zhao，1999年1月1日—），出生於四川成都，為中國男子演唱組合X玖少年團及R1SE成員，在團體中擔任主唱，畢業于上海音樂學院。2015年参加浙江衛視青少年才藝養成節目《燃燒吧少年》，後以X玖少年團成員身份正式出道。2019年，參加騰訊視頻偶像男團競演養成類真人秀《創造營2019》；其後於節目總決賽中獲得第10名，以限定組合R1SE成員身分出道。

## 成长經歷

### 2015年參加燃燒吧少年勝出
2015年11月21日，趙磊通过海选參加了由浙江衛視發行的《燃燒吧少年》，以初舞台8.66分第三的成績進入李宇春隊伍，並錄製了騰訊視頻出品的直播節目《少年頻道》。同年12月26日，趙磊在浙江衛視播出的科幻微電影《光》中飾演一名男孩，前往外太空拯救馬思純。同年12月31日，趙磊加盟浙江衛視的跨年演唱會，表演《今天你要嫁给我》和《Be a Man》。2016年2月6日播出的《燃燒吧少年》總決賽中，趙磊與隊友以總分503分贏得比賽，與伍嘉成、谷嘉诚、郭子凡獲得X-Fire團體的稱號，是勝出團體中唯一未成年選手。

### 2016年組成X玖少年團
2016年節目勝出四人與另外五人重新組成X玖少年團。同年9月24日，數字專輯《X玖》發行，專輯當中收錄了《永字八法》、《以己之名》、《B.O.Y.S》、《Be A Man》四首歌曲。同年9月28日，趙磊在X玖少年團出道發布會上以主唱的身分正式出道。同年11月6日，在第一屆粉絲嘉年華年度盛典中，X玖少年團一舉拿下明星勢力榜年度新人團體獎。同年11月19日，騰訊視頻的直播綜藝《X玖少年頻道》上線。同年12月10日，X玖少年團於騰訊視頻星光大賞盛典中獲得年度青春大勢男團獎。同年12月31日，在江蘇衛視跨年演唱會上表演了《B.O.Y.S》。
2017年1月20日，加盟湖南衛視小年夜春晚，演繹經過改編的小虎隊歌曲《新年快樂》。同年2月18日，X玖少年團參與錄製《快樂大本營》；在節目中，趙磊擔任舞蹈評審。同年3月24日，X玖少年團參與了以”春天在哪裡“為主題的娛樂脫口秀節目《天天向上》。同年4月2日，X玖少年團在上海舉行“以己之名”演唱會。同年4月28日，X玖少年團為騰訊出品的遊戲《天天炫鬥》演唱三周年主題曲《炫鬥青春》。後與張黎合作演唱歌曲《打發時間》。在亞洲金曲大賞和亞洲新歌榜上，X玖少年團獲得兩項“年度最受歡迎團體獎” 。同年2月31日，再度加盟江蘇衛視“2018讓幸福照亮你”跨年演唱會，表演《亂世巨星》和《We Want What We Want》。
2018年1月，X玖少年團發佈第二張專輯《Keep Online》，收錄了《We Want What We Want》、《永不下線的才算愛嗎》和《Big Show》。同年2月15日，X玖少年團參加了以“喜到福到好運到”為主題的《春晚倒計時》在中央電視臺綜藝頻道上表演《新年快樂》。同年2月16日，出演東方魔幻冒險喜劇片《捉妖記2》，在片中飾演了永寧村少妖團成員之一；與此同時，參與室內競技真人秀節目《王牌對王牌第三季》。同年2月17日，X玖少年團參與錄製由中華全國體育總會主辦的節目《奔跑吧，新時代——2018體育嘉年華》，在節目中與張常寧和雷聲合唱《我要上奧運》。同年5月4日，趙磊隨組合在中央廣播電視總台承辦的《築夢新時代》與SNH48共同演唱《最好的舞臺》。X玖少年團陸續在杭州、深圳舉行“Keep Online”巡迴演唱會，其中趙磊在深圳演唱會上首次獻唱他為了粉絲們而寫的歌曲，《這一次為你歌唱》。同年12月22日，參與由樊沖執導、陳銘章監製的人工智慧題材原創音樂劇《我AI你》的演出。

### 2019年參加創造營2019成團
2019年，趙磊以哇唧唧哇學員的身分參加騰訊視頻出品的《創造營2019》，並在同年6月8日以R1SE的主唱擔當身分成团。

### 限定團成員身份為期兩年活動
2019年6月24日，《R1SE·飛行日誌》在騰訊視頻上線。同年8月4日R1SE成團舞台首秀，在合唱吧300中演出《喊出我的名字》、《R.1.S.E》和《誰都別吝嗇》。同年8月6日，官宣趙磊成為MASHAIRI「HEY，鳳梨」系列代言人。同日，R1SE發佈第一張專輯《就要擲地有聲的炸裂》收錄了《喊出我的名字》、《R.1.S.E》和《誰都別吝嗇》等歌曲。經QQ音樂銷量認證史詩唱片，更榮獲2019第一屆TMEA年度最佳團體專輯。同年8月11日，R1SE小團綜《SUPERRISE·畜能季》在騰訊視頻上線。同年9月27日，R1SE出席《一個男團的誕生》見面會。同年10月1日，趙磊參與超新星全運會第二季電競項目，王者榮耀的預賽中，以遊戲角色孫悟空拿下四連超凡。同年12月1日，R1SE發佈第二張專輯《炸裂狂想曲》，陸續收錄《角兒無大小》、《星星泡飯》和《Never Surrender》等歌曲；同日，《十一少年的秋天》在騰訊視頻上線。R1SE隨後在重慶、廣州兩地舉行「WE ARE R.1.S.E」巡迴演唱會。
2020年1月7日，趙磊與焉栩嘉，趙讓擔任上好佳品牌大使。同年4月28日，趙磊與賴美雲為電視劇《師爺請自重》演唱的插曲《無涯》上線。同年5月29日，R1SE參與偶像組合團體競演真人秀節目《炙熱的我們》正式上線，並在當中的一期主唱Battle中代表團隊出戰，演唱《言不由衷》，並獲得第二名。同年6月12日，R1SE發佈第三張專輯《曜為名》收錄了《曜》、《媽媽叫你別哭了》和《破曉星》等歌曲。經QQ音樂銷量認證鑽石唱片，更在後來榮獲2020騰訊星光大賞-年度音樂專輯。同年7月5日，《Super R1SE·週年季》在騰訊視頻上線。同年的7月25日，趙磊微博粉絲數破1000萬。同日更在騰訊視頻動漫發佈會上首唱為動畫《穿書自救指南》演唱的主題曲《忘言歌》，該歌並在10月1日正式上線，並隨後獲得了2020年騰訊視頻動漫最受歡迎OST第五名。同年8月17日，官宣趙磊成為伊貝詩品牌青春大使。翌日，出道五年來的第一首個人單曲《呼吸》上線，趙磊為感謝粉絲，更開放征集粉絲錄取的“聲音”，並與歌曲融合。《呼吸》隨後榮登QQ音樂人氣殿堂，2020年度巔峰人氣榜第三，2020年霸榜KING第一。由於疫情的原因，R1SE舉行了“R1SE曜為名首唱會”並在騰訊視頻上線。同年9月23日出席vivinevo新店站台並擔任vivinevo明星花園系列代言人。同年10月13日，為電視劇《甜了青梅配竹馬》的片尾曲《永恆的正名》上線。同年的10月24日，趙磊參與了蓋婭傳說·熊英2021春夏系列中國國際時裝周發佈會並親身走秀。隨後，趙磊亦以大學生明星代表參與2020人民優越直播大賽總決賽，並演唱一小段《呼吸》。同年11月14至16日，在微博發佈線上Live House《和你們見面的千萬種方式之一》——想，見，你。同年12月，趙磊登上CCTV12——精彩音樂會兩次並演唱了《呼吸》以及《年少有為》。12月20日在2020星光大賞年度音樂專輯領獎中，被選為代表發言人。
2021年1月1日，趙磊與段奧娟為電影《溫暖的抱抱》的擁抱主題曲《你是我的陽光》上線。在精品風格雲盛典中，R1SE榮獲年度團體獎項。同年1月15日起，趙磊作為飛行合夥人參與音樂類型節目《天賜的聲音（第二季）》正式播出。2021年10月，作為 《Vanity Teen China》特刊杂志模特。

## 個人生活

### 【個人感情婚姻】
- 2025年2月14日，赵磊晒出和qko手拿结婚证的合照，官宣结婚喜讯。

## 音樂作品

### 迷你專輯
| 專輯 | 專輯資料 | 曲目                                                                      |
| 1st  | 《進擊之月》 - 發行日期：2021年11月26日 - 語言：國語/英語/意大利語 - 發行公司：哇唧唧哇娛樂文化有限公司 - 備註：首張EP | 曲目 1. 宣言 2. Non Sei Tu 3. Lover 4. 就忘了吧 5. 落日擁抱 6. 質樸的劇場 |
| 2st  | 《戀愛庸才》 - 發行日期：2022年8月25日 - 語言：國語 - 發行公司：哇唧唧哇娛樂文化有限公司                               | 曲目 1. 四捨五入你是我的初戀 2. 散場的婚禮 3. 影子                        |

### 數位單曲
| 專輯 | 專輯資料                                                                                 | 曲目                     |
| 1st  | 《陪你度過漫長歲月》 - 發行日期：2020年12月22日 - 語言：國語 - 發行公司：騰訊音樂娛樂    | 曲目 1. 陪你度過漫長歲月 |
| 2nd  | 《你就不要想起我》 - 發行日期：2021年4月14日 - 語言：國語 - 發行公司：騰訊音樂娛樂       | 曲目 1. 你就不要想起我   |
| 3rd  | 《聊聊》 - 發行日期：2021年7月29日 - 語言：國語 - 發行公司：哇唧唧哇娛樂文化有限公司     | 曲目 1. 聊聊             |
| 4th  | 《這份愛》 - 發行日期：2022年1月24日 - 語言：國語 - 發行公司：騰訊音樂娛樂               | 曲目 1. 這份愛           |
| 5th  | 《帶你去一個地方》 - 發行日期：2022年4月23日 - 語言：國語 - 發行公司：網易.雲上          | 曲目 1. 帶你去一個地方   |
| 6th  | 《愛的禮物》 - 發行日期：2022年5月20日 - 語言：國語 - 發行公司：哇唧唧哇娛樂文化有限公司 | 曲目 1. 愛的禮物         |

### 合作譜寫單曲
| 發行日期       | 歌曲名稱              | 作詞 | 作曲                                                                       | 備註 |
| 2019年4月7日   | 聊聊 (live)           | 趙磊/彭楚粵 | 趙磊/彭楚粵                                                                | 花絮：創造營入營評級全紀錄第二期                                                                                  |
| 2019年5月11日  | 濱河東路              | 趙磊/焉栩嘉/張顏齊/ 趙政豪/賀俊雄/蔣熠銘                                                                                                   | 趙磊/焉栩嘉/張顏齊/ 趙政豪/賀俊雄/蔣熠銘                                   | 創造營2019第五期                                                                                                  |
| 2019年8月22日  | 十二                  | 中文詞：趙磊/周震南/劉也 Rap詞：周震南/焉栩嘉/姚琛                                                                                         | Urbsn Cla6ix (Park Junsu，Jung yeonhun)                                    | 收錄於R1SE一專《就要擲地有聲的炸裂》                                                                              |
| 2019年8月29日  | 就要擲地有聲的炸裂    | 原詞：Hanif Hitmanic Sabzevari/ Dennie Deko Kordnejad/ Daniel Kim/紀佳松Jeremy G 中文詞：趙磊/周震南/劉也 Rap詞：周震南/焉栩嘉/姚琛/張顏齊 | Hanif Hitmanic Sabzevari/ Dennie Deko Kordnejad/ Daniel Kim/紀佳松Jeremy G | 收錄於R1SE一專《就要擲地有聲的炸裂》                                                                              |
| 2019年12月8日  | 瘋子                  | 詞：吳孤兒 Rap詞：周震南/焉栩嘉/姚琛/張顏齊                                                                                                | 趙磊/周震南/姚琛                                                           | 收錄於R1SE二專《炸裂狂想曲》                                                                                      |
| 2019年12月16日 | Save Me Now (live)    | 趙磊/姚琛/张颜齊 | 趙磊                                                                       | 初為《創造營2019》第二次公演 趙磊的一個原創片段； 真實發布日期為同年12月16日， R1SE重慶演唱會上三人小分隊一起演唱 |
| 2019年12月16日 | You (live)            | R1SE | R1SE*                                                                      | 《炙熱的我們》第三期原創 *出處：“節目播出期間作品由兩人及兩人以上參與即為R1SE”                                    |
| 2020年7月2日   | 媽媽叫你別哭了        | 趙磊/周震南/张颜齊 | 趙磊/周震南/张颜齊                                                         | R1SE周年團專《曜為名》小分隊                                                                                      |
| 2021年6月1日   | Goodbye My Old Friend | 中文詞：趙磊 Rap詞：張顏齊 | 趙磊/Jay Hong/Solshine/ 朴呈旭/KIM JUN IL                                  | 收錄於R1SE告別團專《我們，破曉星辰》                                                                              |

### 影視原聲帶OST
| 發行日期                                        | 歌曲名稱     | 合作                      | 備註                                                         |
| 2019年6月8日                                    | R.1.S.E      | R1SE                      | 電影《MIB星際戰警：跨國行動》中國區推廣曲                    |
| 2019年7月18日                                   | 無愧         | R1SE                      | 電影《上海堡壘》片尾主題曲                                   |
| 2019年7月24日                                   | 榮耀的戰場   | R1SE                      | 網路劇《全職高手》片尾曲                                     |
| 2019年8月3日                                    | 少年如故     | 何洛洛/翟瀟聞/劉也/任豪   | 動畫《魔道祖師》羨雲篇推廣曲暨片尾曲                         |
| 2019年12月25日                                  | 奇蹟無限     | 何洛洛/焉栩嘉/翟瀟聞/趙讓 | 電影《熊出沒‧狂野大陸》插曲                                  |
| 2020年4月28日                                   | 無涯         | 賴美雲                    | 網路劇《師爺請自重》插曲                                     |
| 2020年9月10日（首唱） 2020年10月1日（音源上線） | 忘言歌       | 不適用                    | 動畫《穿书自救指南》主题曲 2020年騰訊視頻動漫最受歡迎OST第五 |
| 2020年10月8日 2020年10月23日（音源上線）        | 永恆的正名   | 不適用                    | 电视剧《甜了青梅配竹馬》片尾曲                               |
| 2021年1月1日                                    | 你是我的陽光 | 段奧娟                    | 电视剧《甜了青梅配竹馬》片尾曲 第38期全球流行音樂金榜第二    |
| 2021年3月27日 2021年3月29日（音源上線）         | 微風吹       | 不適用                    | 網路劇《十二譚》片尾曲 第49期全球流行音樂金榜第一            |

### 其他原創單曲（包括未發行）
| 發行日期       | 歌曲名稱                        | 作詞 | 作曲      | 備註 |
| 2018年11月14日 | For grandmother                 | 趙磊 | 趙磊      | 微博發布 https://weibo.com/2668338621/H2ENQ4NjR |
| 2018年12月1日  | 為你而唱/ 這一次為你而唱 (live) | 趙磊 | 趙磊/樊冲 | X玖演唱會，是他為了粉絲們而寫的一首歌 |
| 2019年4月28日  | 填格子                          | 趙磊 | 趙磊      | 趙磊在創造營2019衍生的節目《大島日記VLOG》裡發布的原創 因曲名未定，故被彭楚粵戲稱為「還沒想好」 後趙磊在一次VLOG以此曲作為背景音樂，並於最後作為彩蛋公布了曲名及完整歌詞 |
| 2019年5月22日  | 逆光的海洋                      | 趙磊 | 趙磊      | 趙磊在創造營2019的doki粉絲見面會《創始人你好嗎》直播表演的原創 |
| 2019年11月23日 | 飛行線                          | 趙磊 | 趙磊      | 微博發布 https://weibo.com/2668338621/Ihv1HCpFt |
| 2020年1月19日  | 旅人啊                          | 趙磊 | 趙磊      | 微博發布 https://weibo.com/2668338621/IqfqjtSnc |
| 2020年1月31日  | 逆流                            | 趙磊 | 趙磊      | 聲援新冠前線醫護人員 微博發布 https://weibo.com/2668338621/Is49iozaW |

### R1SE組合單曲
| 發行日期       | 歌曲名稱               | 備註                                            |
| 2019年8月6日   | R.1.S.E                | R1SE成團曲 專輯《就要掷地有声的炸裂》第二支單曲 |
| 2019年8月6日   | 喊出我的名字           | 專輯《就要掷地有声的炸裂》第一支單曲            |
| 2019年8月8日   | 誰都別吝嗇             | 專輯《就要掷地有声的炸裂》第一支主打歌          |
| 2019年8月15日  | WORLD WORLD WORLD      | 專輯《就要掷地有声的炸裂》第二支主打歌          |
| 2019年8月22日  | 十二                   | 專輯《就要掷地有声的炸裂》第三支主打歌          |
| 2019年8月29日  | 就要擲地有聲的炸裂     | 專輯《就要掷地有声的炸裂》同名主打歌            |
| 2019年11月10日 | HAVE FUN               | 專輯《就要擲地有聲的炸裂》驚喜單曲              |
| 2019年12月1日  | 角兒無大小             | 專輯《炸裂狂想曲》第一支單曲                    |
| 2019年12月8日  | 瘋子                   | 專輯《炸裂狂想曲》第二支單曲                    |
| 2019年12月15日 | Never Surrender        | 專輯《炸裂狂想曲》第三支單曲                    |
| 2019年12月22日 | 星星泡飯               | 專輯《炸裂狂想曲》第四支單曲                    |
| 2019年12月29日 | 聲聲不息               | 專輯《炸裂狂想曲》第五支單曲                    |
| 2020年1月5日   | 赤腳追光               | 專輯《炸裂狂想曲》第六支單曲                    |
| 2020年6月12日  | 曜                     | 周年團專《曜為名》主打曲                        |
| 2020年7月2日   | 媽媽叫你別哭了         | 周年團專《曜為名》小分隊單曲                    |
| 2020年7月16日  | HAPPY BIRTHDAY TO ME   | 周年團專《曜為名》生日曲                        |
| 2020年7月30日  | 破曉星                 | 周年團專《曜為名》釋能曲                        |
| 2021年4月29日  | ZOOM                   | 告別團專《我們，破曉星辰》                      |
| 2021年5月8日   | 彼方世界               | 告別團專《我們，破曉星辰》                      |
| 2021年5月13日  | Find me                | 告別團專《我們，破曉星辰》                      |
| 2021年5月27日  | 干飯歌                 | 告別團專《我們，破曉星辰》                      |
| 2021年6月1日   | Goodbye My Old Friend  | 告別團專《我們，破曉星辰》                      |
| 2021年6月8日   | 我要創造一個有你的世界 | 告別團專《我們，破曉星辰》                      |
| 2021年6月13日  | LAST MOMEMT            | 告別團專《我們，破曉星辰》鈴聲                  |

### X玖少年團單曲
| 發行日期       | 歌曲名稱             |
| 2016年9月24日  | 以己之名             |
| 2016年11月9日  | B.O.Y.S              |
| 2016年12月18日 | 永字八法             |
| 2017年4月28日  | 炫斗青春             |
| 2018年1月2日   | We Want What We Want |
| 2018年2月1日   | 永不下線的，才算愛嗎 |
| 2018年3月16日  | Big Show             |
| 2018年4月17日  | 顏值說               |
| 2018年4月24日  | 我想給你             |
| 2018年5月9日   | 信号 Signal          |
| 2018年5月9日   | 玩家                 |

## 影視作品

### 常駐綜藝
| 播出時間                      | 播出平台 | 節目名稱                | 備註                                                                |
| 2015年11月21日－2016年2月6日  | 浙江衛視 | 《燃燒吧少年》          | 每週六播出一集                                                      |
| 2016年11月19日－2017年1月2日  | 騰訊視頻 | 《X玖少年頻道》         | 每週六播出一集，1月2日為X玖超能大賞                                 |
| 2018年11月1日－2018年11月22日 | 騰訊視頻 | 《超新星全運會 第一季》 | 每週四播出一集，11月10日及11日為決賽直播                            |
| 2019年4月6日－2019年6月8日    | 騰訊視頻 | 《創造營2019》          | 每周六播出一集，6月8日為決賽直播                                    |
| 2019年4月18日－2019年6月14日  | 騰訊視頻 | 《創造營宿舍日記》      | /                                                                   |
| 2019年6月24日－2019年7月29日  | 騰訊視頻 | 《R1SE·飛行日誌》       | /                                                                   |
| 2019年8月11日－2019年11月10日 | 騰訊視頻 | 《Super R1SE ‧ 蓄能季》 | R1SE專屬團綜，每周日播出一集                                        |
| 2019年10月12日－2019年11月3日 | 騰訊視頻 | 《超新星全運會 第二季》 | 每週六晚20：00播出一集，第四集於28日搶先播出 11月1日至3日為決賽直播 |
| 2019年12月1日－2020年1月5日   | 騰訊視頻 | 《十一少年的秋天》      | R1SE專屬大團綜，每周日播出一集                                      |
| 2020年5月29日－2020年7月23日  | 騰訊視頻 | 《炙熱的我們》          | 每周五晚20：00播出一集，7月23日晚8點為總決賽直播                    |
| 2020年7月5日－2020年8月23日   | 騰訊視頻 | 《Super R1SE ‧ 周年季》 | R1SE專屬團綜，每週日播出一集                                        |
| 2020年7月16日－2020年8月16日  | 騰訊視頻 | 《超新星運動會 第三季》 | 每週四晚20:00播出一集，8月14日至16日為決賽直播                      |
| 2021年4月29日－5月20日        | 騰訊視頻 | 《我們，破曉之前》      | R1SE專屬畢業團綜 2021年4月29日起每週四播出一集，共4期               |

### 單期綜藝
| 播出時間                      | 播出平台               | 節目名稱                    | 備註                                                            |
| 2016年7月20日                 | 騰訊視頻               | 《wuli少年啊》              | 先導片                                                          |
| 2016年7月26日                 | 騰訊視頻               | 《wuli少年啊》              | 第一期                                                          |
| 2016年8月8日                  | 騰訊視頻               | 《wuli少年啊》              | 第三期                                                          |
| 2016年9月7日                  | 騰訊視頻               | 《wuli少年啊》              | 第七期                                                          |
| 2016年11月6日                 | 音悦Tai                | 《X少年雙面探究》           | X玖少年團定制團綜：在下趙磊，有何貴幹                           |
| 2017年2月18日                 | 湖南衛視               | 《快樂大本營》              | 擔任舞蹈評委                                                    |
| 2017年3月24日                 | 湖南衛視               | 《天天向上》                | 春天在哪兒之油菜花主題                                          |
| 2017年7月21日                 | 湖南衛視               | 《天天向上》                | 以畢業生身份參加 夜市青春主題                                   |
| 2017年7月27日                 | 愛奇藝                 | 《大學生來了 第二季》       | /                                                               |
| 2017年9月23日                 | 騰訊視頻               | 《明日之子》                | 第十五期 演唱曲目：《We want what we want》                     |
| 2018年2月16日                 | 浙江衛視               | 《王牌對王牌3》             | 第三期 捉妖記2劇組                                              |
| 2019年4月8日 - 2019年6月14日  | 騰訊視頻               | 《創有寶藏挖》              | 第4、10、14、22、28、40、48、52期學員                           |
| 2019年4月14日 - 2019年6月9日  | 騰訊視頻               | 《創造營2019之大島日記》    | 第3、4、5、7、9期學員                                           |
| 2019年7月28日－2019年9月8日   | 騰訊視頻               | 《合唱吧！300》             | 第二期 成團綜藝首秀 演唱曲目：《喊出我的名字》                  |
| 2019年7月28日－2019年9月8日   | 騰訊視頻               | 《合唱吧！300》             | 第六期 回饋舞台 演唱曲目：《R1SE》                              |
| 2019年7月28日－2019年9月8日   | 騰訊視頻               | 《合唱吧！300》             | 終極合唱夜 演唱曲目：《誰都別吝嗇》                             |
| 2019年8月10日                 | 騰訊視頻               | 《明日之子水晶時代》        | 第八期幫唱嘉賓 演唱曲目：《Say Something》《誰都別吝嗇》        |
| 2020年5月2日－2020年7月4日    | 騰訊視頻               | 《創造營2020》              | 第三期                                                          |
| 2020年5月2日－2020年7月4日    | 騰訊視頻               | 《創造營2020》              | 第十期                                                          |
| 2020年11月3日                 | 江蘇衛視               | 《為幸福喝彩》              | 第十期                                                          |
| 2020年12月9日                 | 中國中央電視台音樂頻道 | 《精彩音樂匯》              | 演唱曲目：《呼吸》                                              |
| 2020年12月16日                | 中國中央電視台音樂頻道 | 《精彩音樂匯》              | 演唱曲目：《年少有為》                                          |
| 2021年1月15日                 | 浙江衛視               | 《天賜的聲音 第二季》       | 第一期 演唱曲目：《Colourfull day》《失物之城》                 |
| 2021年1月22日                 | YY直播                 | 《愛豆週五見》              | /                                                               |
| 2021年2月5日                  | 騰訊視頻               | 《家族年年年夜FAN》         | 演唱曲目：《聲聲不息+Never Surrender》《喊出我的名字》          |
| 2021年2月17日－2021年4月24日  | 騰訊視頻               | 《創造營2021》              | 第三期主題曲發佈 演唱曲目：《我們一起闖》                       |
| 2021年2月17日－2021年4月24日  | 騰訊視頻               | 《創造營2021》              | 第十期 演唱曲目：《ZOOM》                                       |
| 2021年4月29日                 | 浙江衛視               | 《天賜金曲巔峰歌友會》      | 返場歌手 演唱曲目：《殺破狼》《不該》                           |
| 2021年6月5日                  | 東方衛視               | 《金曲青春》                | 第十期 演唱曲目：《Zoom》                                       |
| 2021年6月13日                 | 浙江衛視               | 《還有詩和遠方·詩畫浙江篇》 | 第八期 演唱曲目：《送別》                                       |
| 2021年8月14日－2021年10月16日 | 騰訊視頻               | 《明日創作計劃》            | 第3、4期嘉賓                                                    |
| 2021年9月10日                 | 廣東衛視               | 《流淌的歌聲 第三季》       | 第12期 演唱曲目：《天下有情人》《夜空中最亮的星》《掌聲響起來》 |
| 2021年10月27日                | 騰訊視頻               | 《超新星運動會 第四季》     | 參賽者                                                          |
| 2021年11月13日                | 中央廣播電視總台       | 《開城相見》                | 嘉賓                                                            |
| 2021年11月25日－2022年3月3日  | 騰訊視頻               | 《大夥之家》                | 常駐嘉賓                                                        |
| 2022年1月2日                  | 東方衛視               | 《閃電咖啡館》              | 第26期嘉賓 演唱曲目：《就忘了吧》、《Lover》                    |
| 2022年1月25日                 | 騰訊視頻               | 《家族年年年夜FAN2022》     | 演唱曲目：《ZOOM》                                              |
| 2022年3月11日－2022年6月3日   | 浙江衛視               | 《天賜的聲音 第三季》       | 第七期 演唱曲目：《黃種人》《定風波》                           |
| 2022年3月11日－2022年6月3日   | 浙江衛視               | 《天賜的聲音 第三季》       | 第八期 演唱曲目：《你，好不好？》《高貴與丑》                   |
| 2022年3月11日－2022年6月3日   | 浙江衛視               | 《天賜的聲音 第三季》       | 第九期 演唱曲目：《落在生命裡的光》                             |
| 2022年7月9日                  | 中國中央電視台音樂頻道 | 《全球中文音樂榜上榜》      | 嘉賓 演唱曲目：《愛的禮物》《帶你去一個地方》                   |

### 音樂劇
| 首演日期       | 名稱         | 備註  |
| 2018年12月22日 | 《我AI你》   |       |
| 2023年5月12日  | 《致命旋律》 |       |
| 2023年10月20日 | 《三星堆》   | [ 8 ] |

### 電視劇
| 播出日期      | 播出平台 | 名稱                        | 扮演角色 |
| 2016年9月29日 | 騰訊視頻 | 《超星星學園》              | 毛子尖   |
| 2018年5月23日 | 騰訊視頻 | 《哦！我的皇帝陛下 第二季》 | 谷磊     |

### 電影 / 微電影
| 播出日期       | 播出平台 | 名稱        | 扮演角色   |
| 2015年12月26日 | 浙江衛視 | 《光》      | 趙磊       |
| 2018年2月16日  | 院线电影 | 《捉妖記2》 | 新捉妖天團 |

### 其他影視作品
| 播出日期     | 播出平台 | 名稱               | 扮演角色 | 影視類型 |
| 2016年2月2日 | 騰訊視頻 | 《少年自救防火墻》 | 趙磊     | 公益短片 |
| 2016年2月6日 | 浙江衛視 | 《特務J》          | 步桐頻   | 短片     |

## 現場活動

### 演唱會
| 年份   | 日期                              | 主題                                                                    | 城市 | 場館                  |
| 2017   | 4月2日                            | “以己之名”上海演唱會                                                    | 上海 | 上海體育館            |
| 2018年 | 10月4日                           | “Keep Online”演唱會                                                     | 杭州 | 黃龍體育中心          |
| 2018年 | 12月1日                           | “Keep Online”演唱會                                                     | 深圳 | 大運中心體育館        |
| 2019年 | 11月16日                          | 《十二半音》WE.ARE.R1SE 巡迴演唱會                                      | 廣州 | 廣州體育場一號館      |
| 2019年 | 12月14日                          | 《十二筆劃》WE.ARE.R1SE 巡迴演唱會                                      | 重慶 | 重慶華熙文化體育中心  |
| 2020年 | 9月23日 （10月2日騰訊視頻雲首發） | 《曜為名》首唱會                                                        | 北京 | 騰訊北京總部大樓      |
| 2021年 | 5月2日                            | 《我們，破曉星辰》R1SE告別限定演唱會                                    | 上海 | 梅賽德斯-奔馳文化中心 |
| 2021年 | 5月3日                            | 《我們，破曉星辰》R1SE告別限定演唱會                                    | 上海 | 梅賽德斯-奔馳文化中心 |
| 2021年 | 6月13日                           | 《我們，破曉星辰》R1SE告別限定演唱會最終場暨告別典禮 （騰訊視頻雲直播） | 北京 | 星光·視界中心         |

## 外部連結
- 趙磊的新浪微博